# Fantom (seria wydawnicza)
Fantom – seria wydawnicza wydawnictwa Alma-Press prowadzona przez Andrzeja Szatkowskiego obejmująca opowiadania w większości młodych twórców literatury fantastycznonaukowej.

## Historia
Seria powstała w 1985 z inicjatywy Andrzeja Szatkowskiego. Wydano w niej osiem ok. 60-stronicowych zeszytów, w tym debiuty książkowe Krzysztofa Kochańskiego Zabójca czarownic (1986), Grzegorza Drukarczyka Reguła baśniowego mroku (1986), Jacka Piekary Labirynt (1986), Tomasza Bochińskiego Królowa Alimor (1988 - z Wojciechem Bąkiem), a także Krach operacji "Szept Tygrysa" Eugeniusza Dębskiego (1988). Istniała do 1988.

## Pozycje
| Tytuł                          | Autor                          | Rok wydania |
| ------------------------------ | ------------------------------ | ----------- |
| Nic oprócz pieśni              | Ewa Siarkiewicz                | 1988        |
| Miau!                          | Leszek Lachowiecki             | 1987        |
| Królowa Alimor                 | Tomasz Bochiński, Wojciech Bąk | 1988        |
| Zabójca czarownic              | Krzysztof Kochański            | 1986        |
| Plama na wodzie                | Katarzyna Urbanowicz           | 1986        |
| Labirynt                       | Jacek Piekara                  | 1986        |
| Reguła baśniowego mroku        | Grzegorz Drukarczyk            | 1986        |
| Krach operacji "Szept Tygrysa" | Eugeniusz Dębski               | 1988        |